# Trần Đức Cường
Trần Đức Cường (né le 20 mai 1985 à Vinh au Viêt Nam) est un joueur de football international vietnamien, qui évolue au poste de gardien de but.

## Biographie

### Carrière en sélection
Trần Đức Cường joue deux matchs en équipe du Viêt Nam entre 2009 et 2010.
Il participe avec cette équipe à la Coupe d'Asie des nations 2007, en tant que gardien remplaçant. Le Viêt Nam atteint les quarts de finale de cette compétition, en étant battu par l'Irak.

## Palmarès
Đà Nẵng Club
- Championnat du Vietnam (1) :
  - Champion : 2009.
  - Vice-champion : 2005.

- Coupe du Vietnam (1) :
  - Vainqueur : 2009.